# Stagonomus
Stagonomus is een geslacht van wantsen uit de familie schildwantsen (Pentatomidae). Het geslacht werd voor het eerst wetenschappelijk beschreven door Gorski in 1852.

## Soorten
Het genus bevat de volgende soorten:

Subgenus Dalleria Mulsant & Rey, 1866
- Stagonomus bipunctatus (Linnaeus, 1758)
- Stagonomus devius Seidenstücker, 1965
- Stagonomus grenieri Signoret, 1865

Subgenus Stagonomus Gorski, 1852
- Stagonomus amoenus (Brullé, 1832)